# Основа (журнал)
«Осно́ва: Ю́жно-ру́сский литерату́рно-учёный ве́стник» — украинский общественно-политический и литературно-художественный ежемесячный журнал. Издавался в Санкт-Петербурге В. М. Белозерским на украинском и русском языках с января 1861 года по октябрь 1862 года. В Энциклопедическом словаре Брокгауза и Ефрона журнал был охарактеризован как наиболее заметное проявление украинофильства в XIX веке на территории Российской империи. «Основа» была единственным украинским периодическим изданием тех лет.

## Предыстория появления
Работа бывших членов Кирилло-Мефодиевского братства над созданием ежемесячника началась ещё в 1857 году. В октябре 1858 года Пантелеймон Кулиш обратился в Министерство народного просвещения с просьбой об открытии собственного журнала «Хата», однако получил отказ. При этом причиной отказа была именно личность просителя и его предыдущая деятельность, а не сама идея создания журнала. В 1859 году аналогичную заявку подал другой «братчик» — Василий Белозерский, и после недолгих колебаний разрешение было получено:76.
Деньги для издания предоставил М. Катенин, дядя Надежды Белозерской (жены Василия Белозерского).

## Публикации и влияние журнала на общество
В июне 1860 года было напечатано объявление о скором выходе журнала «Основа», и в январе 1861 года вышел первый номер:77.
Официальным редактором журнала был В. М. Белозерский. В состав редакции входили А. Ф. Кистяковский, Н. И. Костомаров, П. Кулиш и другие. С журналом сотрудничали ведущие учёные, публицисты, деятели культуры и общественные деятели, в том числе В. Б. Антонович, Л. И. Глебов, П. П. Гулак-Артемовский, П. С. Ефименко, А. А. Котляревский, М. М. Лазаревский, Марко Вовчок, С. В. Руданский, А. П. Свидницкий, А. Н. Серов, П. П. Чубинский; Л. М. Жемчужников, В. И. Межов и другие. В каждом номере журнала издавались произведения Тараса Шевченко. В «Основе» печатались письма Т. Шевченко С. С. Гулаку-Артемовскому, С. И. Сераковскому, М. С. Щепкину и воспоминания об украинском Кобзаре.
Основной темой публикаций был национальный вопрос. Журнал выступал за всестороннее развитие украинской национальной культуры, требовал введения обучения на родном языке, полемизировал с русской, польской и немецкой прессой. Публицистика «Основы», особенно статьи П. Кулиша и Н. Костомарова, являлась мощным орудием пропаганды украинофильства и достигала желаемого эффекта. Так Д. Дорошенко называл напечатанную в «Основах» статью Костомарова «Две русские народности» «Евангелием украинского национализма». Безымянный украинский автор писал в письме, перлюстрированном охранным отделением: «бо́льшая часть молодого поколения заражена украинофильством; за что, конечно, нужно благодарить „Основу“». Но кроме эффекта пробуждения национальных чувств, публицистика журнала имела и другой, побочный эффект: журнал внимательно читался в русском обществе, которое постепенно, во многом благодаря «Основе», начало осознавать действительные цели украинофильского движения.

## Закрытие журнала
Деньги, выделенные Катениным, закончились, а других источников финансирования получить не удалось. Белозерский пытался реорганизовать ежемесячник в двухнедельное издание и сделать его самоокупающимся, однако потерпел неудачу, так как министр внутренних дел Валуев не дал санкцию на издание «Основы» по обновленной программе. В то же время среди самых активных сотрудников возникли существенные расхождения в редакционной политике (отношение к украинским помещикам и т. п.). Из-за недостаточного числа подписчиков журнал стал испытывать всё большую нехватку денежных средств, тираж 1861 года не был распродан до конца, а с начала 1862 года выпуск очередных номеров регулярно задерживался. Популярность журнала стала падать: например, в Полтаве (центре украинофильства на Левобережье) число подписчиков с 53 человек в 1861 году уменьшилось до 24 в 1862 году. К концу того же года из-за серьёзных финансовых затруднений журнал закрылся.
Современный российский историк А. И. Миллер опровергает широко распространённый в эмигрантской украинской историографии тезис о том, что журнал закрылся из-за преследования властей: степень вмешательства цензуры в деятельность журнала была не выше, чем в отношении других печатных изданий, ни одного предупреждения редактору за всё время существования журнала вынесено не было, и инициатива о прекращении «Основы» исходила не от властей, а от самой редакции — а именно, от В. Белозёрского, который 19 декабря 1862 года обратился в цензурный комитет с соответствующим отношением.

## Критика
Первая реакция великороссийской прессы на появление журнала была вполне благожелательной, но впоследствии журнал начал подвергаться всё возрастающей критике. У каждого из оппонентов при этом были свои особые соображения: отрицание существования самостоятельного украинского языка и украинской нации; неприятие украинофильства или украинского национализма; критика политического консерватизма и явно антисемитских публикаций. Безоговорочно позицию «Основы» поддерживал только «Колокол» А. И. Герцена.
Антипросветительская и антимодернизаторская позиция ряда публикаций «Основы» вызвала резкую критику журнала «Современник», который в январском номере 1862 года писал: «Сыны благословенной Малороссии, изучая самым усердным образом философию, всё-таки не смогли уразуметь, чем жид отличается от собаки, равно как и того, что кроме искусства делать сало и хорошие наливки для человеческого благоденствия на земле потребны и некоторые другие знания». Позиция журнала в еврейском вопросе вызвала острую дискуссию в российском обществе ещё в 1861 году. В статьях журнала часто использовалось слово «жид», которое в русском языке имеет негативную окраску. В. Португалов, один из евреев-читателей журнала, направил в редакцию протест против использования этого оскорбительного, по его мнению, прозвища. Редакция ответила, что не находит в этом слове ничего обидного, так как на украинский и польский языки слово «еврей» переводится как раз как «жид». Такое объяснение не было принято общественностью, так как слово использовалось в публикациях как на украинском, так и на русском языках. При этом редакция «Основы» утверждала, что в Малороссии евреев действительно не любят, в частности за то, что они не желают ассимилироваться с местным населением. Такое объяснение вызвало критику еврейских кругов, оскорбившихся предложением ассимилироваться с украинцами и вынесших данный спор на суд общероссийской общественности. «Основа», в свою очередь, ответила статьёй Кулиша «Передовые жиды», в которой автор повторил, что «малороссияне сознаются откровенно, что не имеют вообще симпатий к иудейскому племени, среди их родины живущему», да ещё и обвинил оппонентов в «доносительстве».
А. И. Миллер приводит цитату из сентябрьского номера журнала «Сион» за 1861 год: «Не в частом употреблении слова „жид“ усматриваем мы опасность, а в исключительно национальных стремлениях „Основы“». В дискуссию по данному вопросу вступило, по подсчётам Р. Сербина, не менее дюжины российских издательств, в частности журнал «Время». Солидарная критика «Основы» по еврейскому вопросу со стороны различных российских изданий позволила впоследствии Драгоманову утверждать, что именно с этого и начались нападки русской прессы на «Основу».